# 1829 en Italie
Chronologie de l'Italie
- 1825
- 1826
- 1827
- 1828
- 1829
- 1830
- 1831
- 1832
- 1833

## Événements

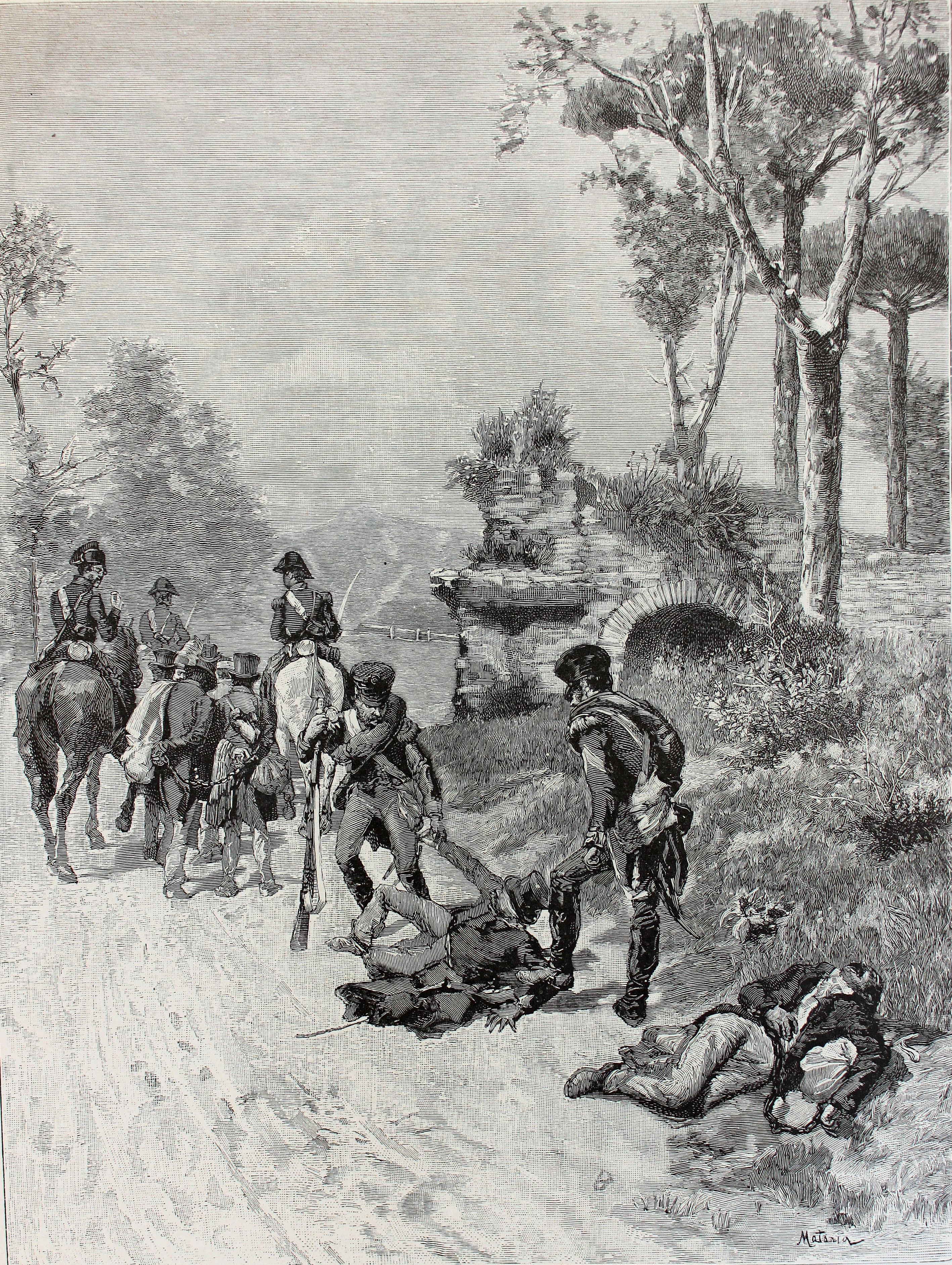
23 juin : Pasquale Rossi et les frères Capozzoli, arrêtés à Perito après une résistance acharnée, sont traînés pour être fusillés par les Bourbons à Palinuro.

- 31 mars : début du pontificat de Pie VIII (fin en 1831)[1].
- 24 mai : Traditi Humilitati, encyclique du pape Pie VIII pour annoncer le programme de son pontificat[2].
- 27 juin : les carbonari Pasquale Rossi et les frères Domenico, Patrizio et Donato Capozzoli di Monteforte sont fusillés à Palinuro (Salerne) pour leur participation à l'insurrection du Cilento en 1828[3].

- Premier séminaire rabbinique, établi à Padoue, le Collegium Rabbinicum (Samuel David Luzzatto)[4].

## Culture
- 16 mai : inauguration du Teatro Regio de Parme[5]

### Opéras créés en 1829
- 26 février : Il giovedi grasso (Le jeudi gras), opera buffa en un acte de Gaetano Donizetti, livret de Domenico Gilardoni[6], adapté des comédies françaises Monsieur de Pourceaugnac de Molière et Le nouveau Pourceaugnac de Charles-Gaspard Delestre-Poirson et Eugène Scribe, créé au Teatro del Fondo de Naples.
- 16 mai : création de Zaira, opéra en deux actes (opera seria) de Vincenzo Bellini, livret de Felice Romani, d'après Zaïre de Voltaire, au Teatro Regio de Parme[5].
- 6 juillet : création de Elisabetta al castello di Kenilworth, opéra en trois actes de Gaetano Donizetti, livret, en italien, d'Andrea Leone Tottola[7] d'après le drame en 5 actes de Victor Hugo intitulé Amy Robsart, au Teatro San Carlo de Naples[8].
- 3 août : Guillaume Tell, opéra en quatre actes de Gioachino Rossini, sur un livret d'Étienne de Jouy et Hippolyte Bis[9], aidés d'Armand Marrast et d'Adolphe Crémieux, d'après la pièce de Friedrich von Schiller[10], créé à l'Opéra de Paris[9].
- 19 novembre : création de I fidanzati de Giovanni Pacini, au Teatro San Carlo de Naples[11].
- 20 novembre : création de Gl'Illinesi de Feliciano Strepponi, avec Caroline Ungher en Guido, au Teatro Grande de Trieste
- 26 décembre : création de Costantino in Arles (it) opéra en trois actes -dramma per musica) de Giuseppe Persiani, livret de Paolo Pola, au Teatro La Fenice de Venise.

## Naissances en 1829
- 1er janvier : Tommaso Salvini, acteur de théâtre. († 31 décembre 1915)
- 28 février : Carlo Mancini, peintre, connu pour ses paysages et ses sujets ruraux, principalement tirés de scènes de la campagne de la Brianza. († 10 mars 1910)
- 8 mars : Guglielmo de Sanctis, peintre, d'abord de thèmes religieux et historiques, dans un style très influencé par le mouvement Purismo de son maître Tommaso Minardi, puis portraitiste († 6 mars 1911)
- 30 mars : Luigi Pallotti, cardinal créé par le pape Léon XIII, préfet du Tribunal suprême de la Signature apostolique. († 31 juillet 1890)
- 5 avril : Giuseppe Castiglione, peintre, connu pour ses scènes de genre et ses portraits († 1908).
- 9 juin : Gaetano Braga, violoncelliste et compositeur de la période romantique, auteur de pièces pour son instrument, ainsi que d’opéras.. († 21 novembre 1907)
- 16 juillet : Graziadio Isaia Ascoli, linguiste et patriote de l'Unité italienne, sénateur lors de la (XVIe législature du royaume d'Italie. († 21 janvier 1907)
- 18 décembre : Salvatore Spinuzza, patriote de l'Unité italienne, protagoniste de la révolte contre les Bourbons en Sicile. († 14 mars 1857)

## Décès en 1829
- 2 janvier : Melchiorre Gioia, 61 ans, économiste, journaliste et homme politique. (° 20 septembre 1767)
- 18 janvier : Giovanni Francesco Marazzani Visconti, 73 ans, cardinal créé in pectore par le pape Léon XII. (° 11 août 1755)
- 27 janvier : Luigi Fortis, 80 ans, prêtre jésuite, élu en 1820 20e Supérieur Général de la Compagnie de Jésus. (° 26 février 1748)
- 10 février : Léon XII (Annibale Sermattei della Genga), 68 ans, nonce apostolique à Lucerne, à Cologne puis en Bavière et archevêque titulaire de Tyr, 252e pape de l'Église catholique de 1823 à 1829. (° 22 août 1760)
- 17 février : Jacopo Filiasi, 79 ans, historien et physicien, auteur d'une histoire de la Vénétie. (° 1750)
- 17 avril : Paolo Vincenzo Bonomini, 82 ans, peintre néoclassique, actif dans la région de Bergame. (° 23 janvier 1756)
- 8 mai : 
  - Pietro Mazzucchelli, 66 ans, religieux, érudit, philologue et bibliographe, préfet de la bibliothèque Ambrosienne. (° 22 juillet 1762)
  - Mauro Giuliani, 47 ans, guitariste virtuose et compositeur. (° 27 juillet 1781)
- 14 mai : Sofia Giordano, 50 ou 51 ans, artiste-peintre. (° 1778 ou 1779)